# Colobogaster acostae
Colobogaster acostae es una especie de escarabajo del género Colobogaster, familia Buprestidae. Fue descrita científicamente por Rojas en 1856.